# Fosfuro di indio
Il fosfuro di indio è un materiale semiconduttore binario composto da indio e fosforo con formula chimica InP. Ha una struttura cristallina cubica a facce centrate, dello stesso tipo della sfalerite (o blenda di zinco, ZnS), come pure l'arseniuro di gallio (GaAs) e la maggior parte dei semiconduttori di tipo III-V. Possiede una costante di reticolo a = 586,87 pm.

## Produzione

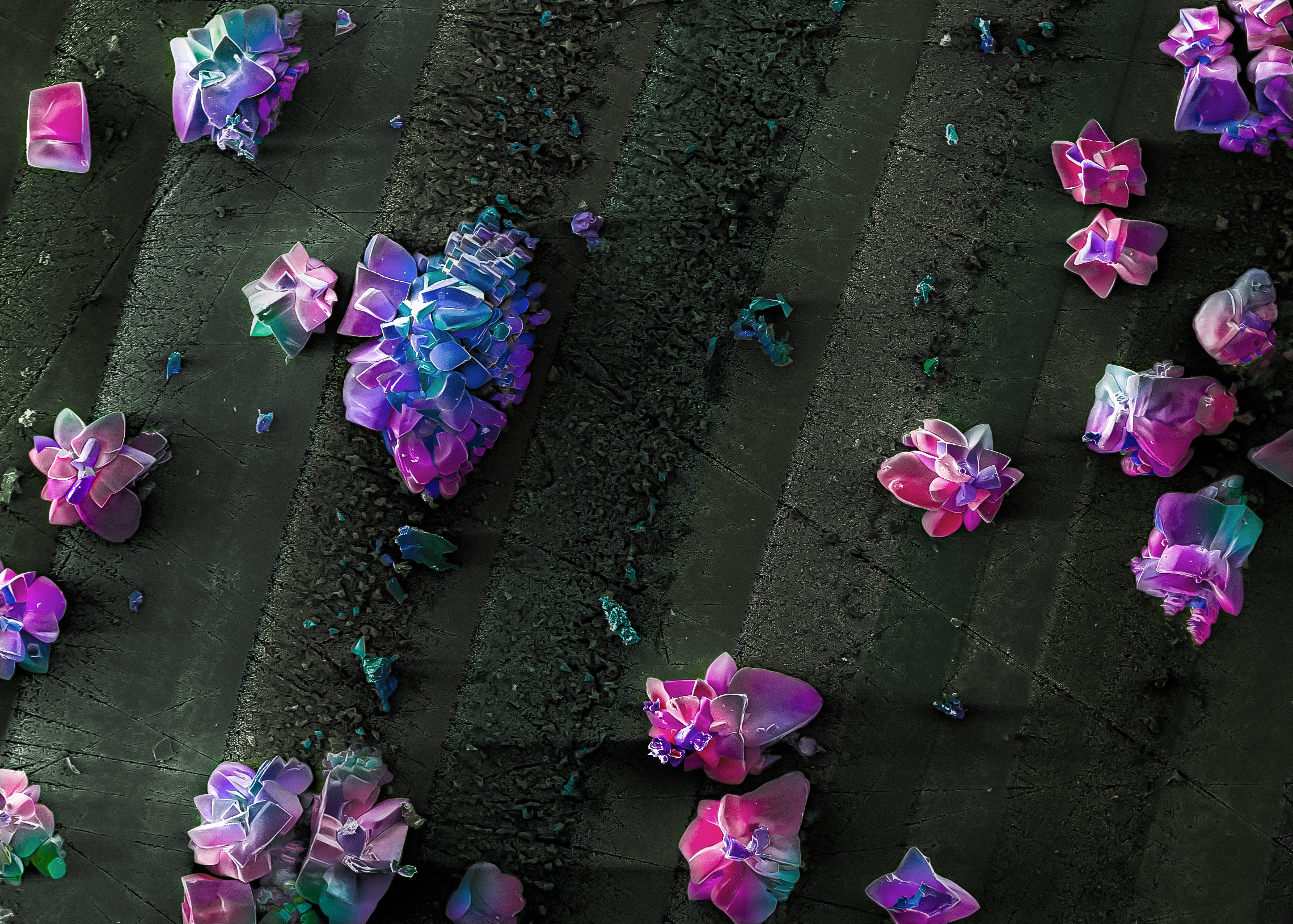
Superficie nanocristallina di fosfuro di indio ottenuta mediante attacco elettrochimico e vista al microscopio elettronico a scansione. Colorato artificialmente nella post-elaborazione dell'immagine.

Il fosfuro di indio può essere preparato dalla reazione di fosforo bianco e ioduro di indio a 400 °C, o anche per combinazione diretta degli elementi purificati ad alta temperatura e pressione, oppure per decomposizione termica di una miscela di un composto di trialchil indio e fosfina.

## Utilizzo
Il fosfuro di indio è utilizzato nell'elettronica ad alta potenza e alta frequenza grazie alla velocità di deriva degli elettroni, superiore rispetto a quella raggiungibile nei più comuni semiconduttori in silicio o arseniuro di gallio.
È stato utilizzato, insieme ad arseniuro di indio e gallio, per realizzare un transistor bipolare a eterogiunzione pseudomorfa che può operare fino a una frequenza di taglio di 604 GHz.
Un'importante proprietà del fosfuro di indio è quella di avere un band-gap diretto, cosa che lo rende utile per dispositivi optoelettronici come i diodi laser. Il fosfuro di indio viene utilizzato come principale materiale tecnologico per la produzione di circuiti integrati fotonici per l'industria delle telecomunicazioni ottiche e per consentire applicazioni di Wavelength Division Multiplexing.
Il fosfuro di indio è anche utilizzato come substrato per dispositivi optoelettronici epitassiali basati su arseniuro di indio e gallio.

### Applicazioni optoelettroniche
I laser e i LED basati sul fosfuro di indio possono emettere luce nella gamma molto ampia di 1200 nm fino a 12 µm. Questa luce viene utilizzata per applicazioni di telecomunicazioni e comunicazione dati (Datacom) basate su fibra ottica in tutte le aree del mondo digitalizzato. Da un lato ci sono le applicazioni spettroscopiche, in cui è necessaria una certa lunghezza d'onda per interagire con la materia per rilevare, ad esempio, gas altamente diluiti. Il terahertz optoelettronico viene utilizzato negli analizzatori spettroscopici ultrasensibili, nelle misurazioni dello spessore dei polimeri e per il rilevamento di rivestimenti multistrato nell'industria automobilistica. D'altra parte, c'è un enorme vantaggio nell'utilizzo dei laser a fosfuro di indio,  perché sono sicuri per gli occhi. La radiazione viene assorbita nel corpo vitreo dell'occhio umano e non può danneggiare la retina.

### Telecomunicazioni e Datacom
Il fosfuro di indio viene usato per produrre laser efficienti, fotorivelatori sensibili e modulatori nella finestra di lunghezza d'onda usata, tipicamente,   per le telecomunicazioni, ovvero lunghezze d'onda di 1550 nm, poiché è un materiale semiconduttore composto a banda proibita diretta III-V. La lunghezza d'onda tra circa 1510 nm e 1600 nm ha la più bassa attenuazione specifica disponibile su fibra ottica (circa 0,26 dB/km). Il fosfuro di indio è un materiale comunemente usato per la generazione di segnali laser e il rilevamento e la conversione di tali segnali in forma elettronica. I diametri dei wafer vanno da 2 a 4 pollici.
Le applicazioni sono:
- Collegamenti in fibra ottica a lungo raggio su grandi distanze fino a 5000 km tipicamente maggiori di 10 Tbit/s

- Reti aziendali e data center

- Fibra ottica domestica

- Connessioni a stazioni base wireless 3G, LTE e 5G

- Comunicazione satellitare nello spazio libero

### Rilevamento ottico
Rilevamento spettroscopico finalizzato alla protezione dell'ambiente e all'identificazione di sostanze pericolose:
- Apparecchiatura per misurazione in tempo reale di monossido di carbonio (CO), anidride carbonica (CO2), NOx [oppure monossido di azoto (NO) + diossido di azoto (NO2)].

- Un altro esempio è lo spettrometro FT-IR VERTEX con una sorgente terahertz. La radiazione terahertz è generata dal segnale di battito di 2 laser a fosfuro di indio e un'antenna InP che trasforma il segnale ottico al regime terahertz.

- Rilevamento a distanza di tracce di sostanze esplosive sulle superfici, ad esempio per applicazioni di sicurezza negli aeroporti o indagini sulla scena di un crimine.

- Verifica rapida di tracce di sostanze tossiche in gas e liquidi (compresa l'acqua di rubinetto) o contaminazioni superficiali fino a una scala dell'ordine delle parti per miliardo (ppb).

- Spettroscopia per il controllo non distruttivo del prodotto, come per esempio il cibo (individuazione precoce di alimenti avariati)

- Controllo dell'inquinamento atmosferico.

### Sistemi Lidar per il settore automobilistico e l'industria 4.0
Ampiamente discusso nell'arena Lidar è la lunghezza d'onda del segnale. Alcune aziende si stanno rivolgendo sempre più a lunghezze d'onda più lunghe nel ben servito 1550 nm banda di lunghezze d'onda, poiché tali lunghezze d'onda consentono di utilizzare potenze laser circa 100 volte superiori senza compromettere la sicurezza pubblica. I laser con lunghezze d'onda di emissione superiori a circa 1,4 µm sono spesso chiamati "sicuri per gli occhi" perché la luce in quella gamma di lunghezze d'onda è fortemente assorbita dalla cornea, dal cristallino e dal corpo vitreo dell'occhio e quindi non può danneggiare la retina sensibile).
La tecnologia dei sensori basata su Lidar può fornire un alto livello di identificazione e classificazione degli oggetti con tecniche di imaging tridimensionale (3D).
Per i più avanzati sistemi Lidar basati su chip, il fosfuro di indio svolgerà un ruolo importante e consentirà la guida autonoma.

### Elettronica ad alta velocità
L'odierna tecnologia dei semiconduttori consente la creazione e il rilevamento di frequenze molto elevate di 100 GHz e superiori. Tali componenti trovano le loro applicazioni nella comunicazione di dati wireless ad alta velocità (radio direzionale), radar (compatti, efficienti dal punto di vista energetico e ad alta risoluzione) e rilevamento radiometrico come per osservazioni meteorologiche o atmosferiche.
Il fosfuro di indio viene anche utilizzato per realizzare microelettronica ad alta velocità. Tipicamente, la microelettronica col fosfuro di indio si basa su transistor ad effetto di campo ad alta mobilità elettronica (HEMT) o su transistor bipolari a eterostruttura (HBT). Le dimensioni e i volumi di entrambi i transistor basati sul fosfuro di indio sono molto piccoli: 0,1 µm x 10 µm x 1 µm. Gli spessori tipici del substrato sono minori di 100 µm. Questi transistor sono assemblati in circuiti e moduli per le seguenti applicazioni:
- Sistemi di scansione di sicurezza: sistemi di imaging per la sicurezza aeroportuale e scanner per applicazioni di sicurezza civile

- Comunicazioni wireless: le comunicazioni wireless 5G ad alta velocità esploreranno la tecnologia a fosfuro di indio grazie alle sue prestazioni superiori. Tali sistemi operano a frequenze superiori a 100 GHz per supportare velocità di trasmissione dati elevate

- Applicazioni biomediche: gli spettrometri ad onde millimetriche e terahertz sono impiegati per la diagnostica non invasiva in applicazioni mediche dall'identificazione di tessuti cancerosi, rilevamento del diabete, alla diagnostica medica utilizzando l'aria espirata umana.

- Prove non distruttive: le applicazioni industriali utilizzano sistemi di scansione per il controllo qualità, ad esempio misurazione dello spessore della vernice automobilistica e difetti nei materiali compositi nel settore aerospaziale

- Robotica: sistemi radar di imaging ad alta risoluzione a onde millimetriche

- Rilevamento radiometrico: quasi tutti i componenti e gli inquinanti nell'atmosfera mostrano assorbimenti/emissioni caratteristici (impronte digitali) nel campo delle microonde. Il fosfuro di indio permette di fabbricare sistemi piccoli, leggeri e mobili per identificare tali sostanze.

### Applicazioni fotovoltaiche
Le celle fotovoltaiche con la massima efficienza fino al 46% implementano substrati di fosfuro di indio per ottenere una combinazione di banda proibita ottimale per convertire in modo efficiente la radiazione solare in energia elettrica. Oggi, solo i substrati di fosfuro di indio raggiungono la costante reticolare per far crescere i materiali a basso gap di banda richiesti con un'elevata qualità cristallina. Gruppi di ricerca di tutto il mondo sono alla ricerca di sostituzioni a causa degli alti costi di questi materiali. Tuttavia, finora tutte le altre opzioni producono qualità dei materiali inferiori e quindi efficienze di conversione inferiori. Ulteriori ricerche si concentrano sul riutilizzo del substrato di fosfuro di indio come modello per la produzione di ulteriori celle solari.
Anche le attuali celle solari ad alta efficienza all'avanguardia per il fotovoltaico a concentrazione (CPV) e per le applicazioni spaziali utilizzano (Ga)InP e altri composti III-V per ottenere le combinazioni di gap di banda richieste. Altre tecnologie, come le celle solari al silicio, forniscono solo la metà dell'energia rispetto alle celle III-V e inoltre mostrano un degrado molto più forte nel duro ambiente spaziale. Infine, le celle solari a base di silicio sono anche molto più pesanti delle celle solari III-V e producono una maggiore quantità di detriti spaziali. Un modo per aumentare significativamente l'efficienza di conversione anche nei sistemi fotovoltaici terrestri è l'uso di simili celle solari III-V nei sistemi CPV dove solo circa un decimo dell'area è coperta da celle solari III-V ad alta efficienza.

## Chimica
Il fosfuro di indio ha anche uno dei fononi ottici più longevi di qualsiasi composto con la struttura cristallina della zincoblenda.